# Epigynopteryx maculosata
Epigynopteryx maculosata är en fjärilsart som beskrevs av W. Warren 1901. Epigynopteryx maculosata ingår i släktet Epigynopteryx och familjen mätare. Inga underarter finns listade i Catalogue of Life.